# Ladies Love Brutes
Ladies Love Brutes é um filme de comédia produzido nos Estados Unidos, dirigido por Rowland V. Lee e lançado em 1930.